# 御嶽山森林公園
御嶽山森林公園（おんたけさんしんりんこうえん）は、茨城県桜川市に位置する森林公園である。園内に御嶽神社、展望台を有し、園道は関東ふれあいの道に指定されている。

## 概要

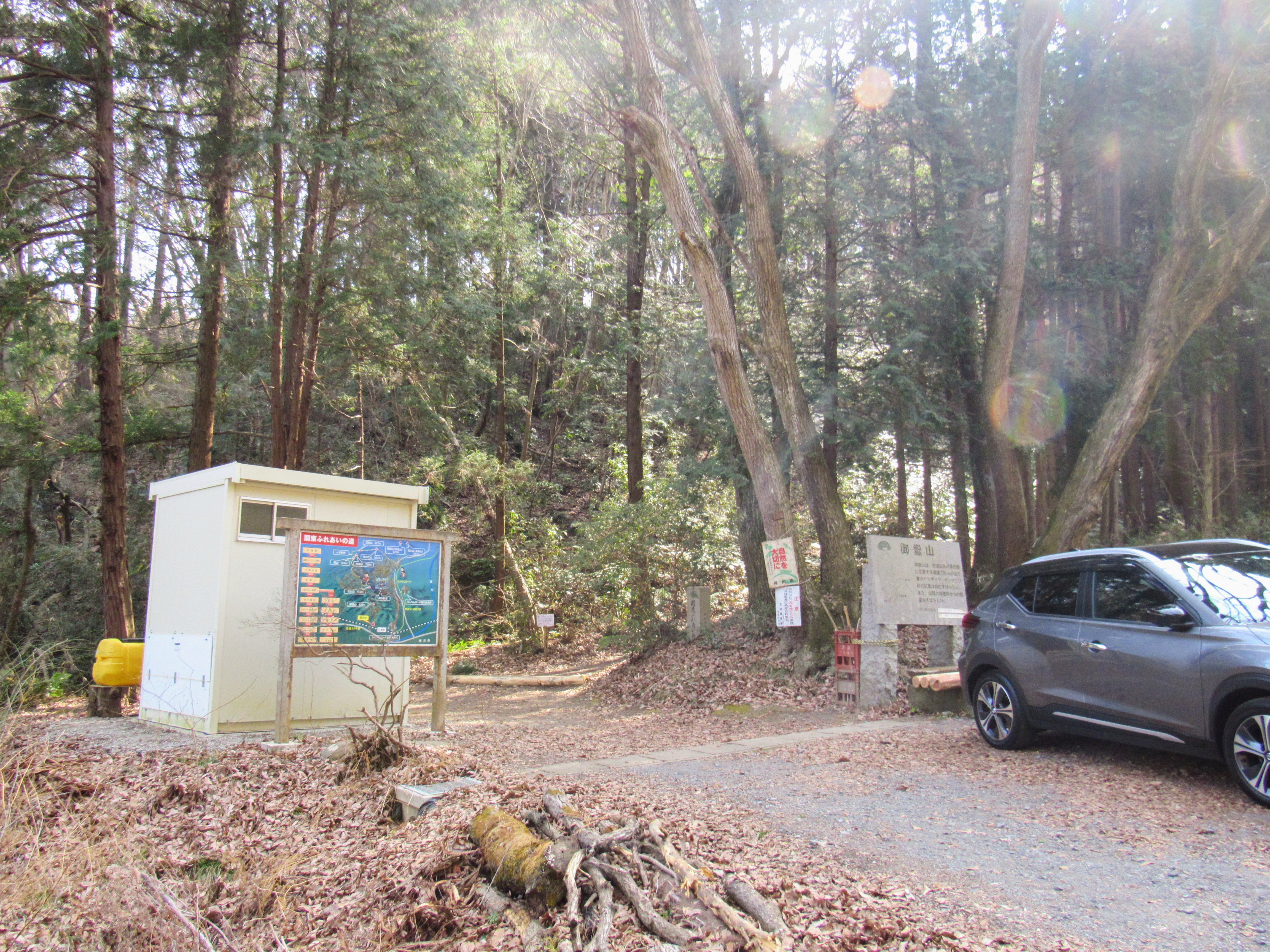
御嶽山入り口

昔から筑波山へ続く尾根の入り口として、また地域の信仰の対象として祠があり、人の出入りがあった御嶽山を、町が公園として整備したものである。1979年着工、1980年完成。総工費1000万円。

## 公園内の施設

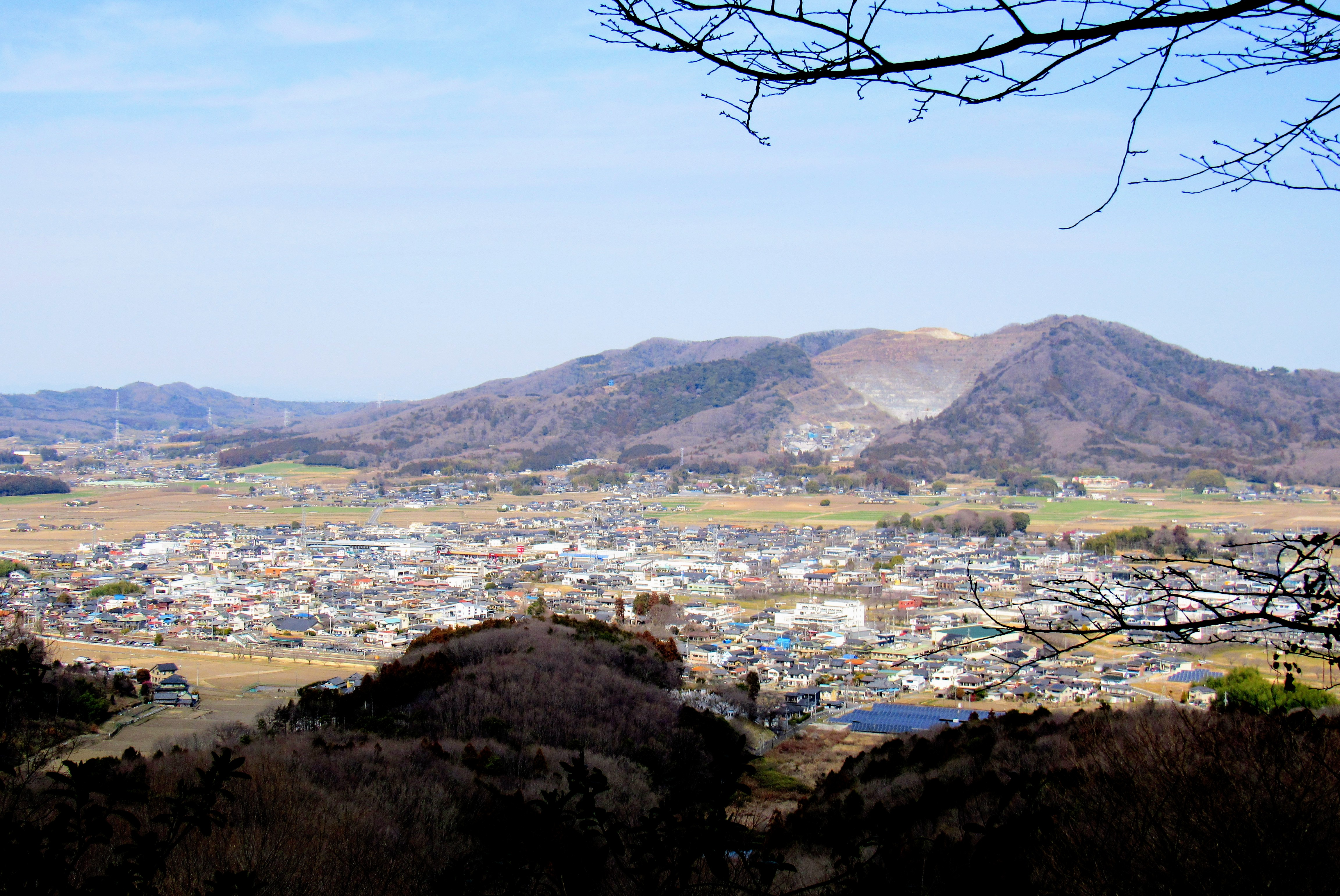
展望台からの景色

- 御嶽神社
  - 御嶽会館
  - 水行場(不動の滝)
- 展望台
- 簡易トイレ

## 周辺の施設
- 岩瀬駅
- 御嶽神社
- 岩瀬市街地
- 山王墓地

## 交通アクセス
- 岩瀬駅より徒歩20分